# Mellantjärnen (Fors socken, Jämtland, 698451-155876)
Mellantjärnen är en sjö i Ragunda kommun i Jämtland och ingår i Ångermanälvens huvudavrinningsområde.